# Манайло Іван Федорович
Іван Федорович Мана́йло (16 січня 1942, Ужгород — 8 лютого 2010, Ужгород) — український художник і педагог. Син Федора Манайла, батько Вікторії Манайло-Приходько.

## Життєпис
Народився 16 січня 1942 року в місті Ужгороді (нині Закарпатська область, Україна). 1966 року закінчив художньо-педагогічний факультет Київського художнього інституту, був учнем Леоніда Чичкана.
Упродовж 1968—1973 років працював у Художньому фонді Закарпатського відділення спілки художників. З 1966 року працював викладачем, а з 1973 по 1985 рік обіймав посаду директора Ужгородського училища декоративно-прикладного мистецтва. Серед учнів: Маргарита Берец, Наталія Борецька-Грабар, Оксана Верхова-Єднак, Одарка Долгош-Сопко, Антон Ковач, Володимир Марчук, Олександр Малеш, Агнеса Медвецька, Іштван Молнар, Олександр Мондич, Володимир Павлишин, Леся Приймич, Михайло Приймич, Василь Свалявчик, Володимир Черепаня.
1979 року виступив ініціатором та протягом 1979—1981 років організував створення Меморіального будинку-музею Федора Манайла в Ужгороді. Протягом 1989—1993 років — менеджер Міжнародної асоціації «Інтерарт». Один із засновників і перший голова Творчого об'єднання професійних художників Закарпаття у 1990—1993 роках. 1998 року переїхав до Угорщини, де вів активну творчу і виставкову діяльність, брав участь у роботі культурного Товариства русинів Угорщини. Помер в Ужгороді 8 лютого 2010 року.

## Творчість
Працював у галузях станкового (створював поліфонічні живописні портрети, багатофігурні композиції, пейзажі, натюрморти) та монументального живопису, графіки. Серед робіт:
станковий живопис
- «Натюрморт» (1961);
- «Ірма» (1962);
- «Автопортрет» (1964);
- «У роботі» (1966);
- «Покоління» (1967);
- «Лісоруби» (1969; 2005);
- «Ранок» (1969);
- «Біля церкви» (1969);
- «Самотність» (1969);
- «Морське око» (1971);
- «Табун» (1972);
- «Циганка» (1972);
- серія «Пори року» (1972);
- «Андрійко» (1973);
- «Вітуся» (1973);
- «Літній натюрморт» (1976);
- «Весна» (1980);
- «Лежача» (1988);
- «Купальниці» (1990);
- «Федір Манайло» (2004);
- «Моє серце» (2005);
- серія «Композитори та їх музика» (2006);
- «Нащадок» (2009);

монументальні роботи
- мозаїки для ресторану «Верховина» у місті Хусті (1971);
- розпис спорткомплексу в місті Тюмені (1989).

Від 1961 року почав виставляти свої роботи на регіональних, всеукраїнських, закордонних виставках. Провів персональні виставки в Ужгороді 1962 року, в Тбілісі 1967 року, Ваці у 2002—2003, 2005, 2007 роках ), Будапешті у 2006—2007, 2009 роках.
Роботи митця зберігаються у музеях та приватних колекціях України, Угорщини, Чехії, Словаччини, Грузії, Росії, Хорватії, Австрії, Німеччини.

## Виноски
1. ↑  Експериментував у різних стилях від кубізму до реалізму.
2. ↑  Виконував мозаїки для фасадів та фоє будинків культури, залів ресторанів, санаторіїв, автобусних зупинок.
3. ↑  2012 року тут пройшла також посмертна виставка